# Barrellera
La barrella, barrellera o sosa (Soda inermis) és una espècie de planta amb flors del gènere Soda dins la família de les amarantàcies (Amaranthaceae).
Addicionalment pot rebre els noms de salicorn, salicorn fi, salsola de Sevilla, salsora i salsosa. També s'han recollit la variant lingüística salicor fi.

## Distribució i hàbitat
És una planta halòfita (tolerant a la sal) que típicament creix al litoral. És un tàxon nadiu d'Euràsia i Àfrica del Nord, arriba a la mar Negra.
S'ha naturalitzat a la costa del Pacífic d'Amèrica del Nord, i es pot considerar espècie invasora a la Califòrnia litoral. També s'ha naturalitzat a Amèrica del Sud.

## Descripció
És un arbust anual suculent de fins a 70 cm d'alt, amb les fulles carnoses i les tiges verdes o vermelles. Les flors són molt petites i agrupades en una inflorescència. Les sals processades de l'herba sosa tenen fins a un 30% de carbonat de sodi.

## Taxonomia

### Sinònims
Els següents noms científics són sinònims de Soda inermis:
- Sinònims homotípics

- Kali inerme Moench
- Kali soda (L.) Scop.
- Salsola soda L.

- Sinònims heterotípics

- Salsola longifolia Lam.
- Salsola soda var. depauperata Pau

## Usos
Històricament ha estat una important font de carbonat de sodi que també s'extreia de les cendres d'altres plantes anomenades també barrelles. Amb el carbonat de sodi es fan vidres i sabons. La qualitat del famós cristall de Venècia i Murano depenia de la puresa del carbonat de sodi de les barrelles i la naturalesa d'aquest ingredient es mantenia en secret. Al litoral ibèric (de Catalunya a Múrcia) durant el segle xviii hi havia una gran indústria de carbonat de sodi obtingut de les cendres de les barrelles. El nom de l'element sodi prové de l'epítet específic (soda) de l'herba fada. Més tard als Estats Units la soda va passar a ser sinònim de beguda no alcohòlica.
Actualment ja no es cultiva l'herba fada sinó és a Itàlia com a verdura comestible de gust similar a l'espinac, amb els noms de barba di frate, agretti i liscari sativa.
Salsola soda ha estat estudiada com a planta per la bioremediació per treure la sal de sòls amb certa salinitat on es vol conrear tomàquets i pebrots.